# Chris Jones (calciatore 1945)
Christopher Martin Nigel Jones, conosciuto principalmente come Chris Jones (Altrincham, 19 novembre 1945) è un ex calciatore inglese, di ruolo attaccante.

## Carriera
Dopo aver giocato nelle giovanili del Manchester City viene aggregato alla prima squadra dei Citizens, nella prima divisione inglese, nel 1964, all'età di 19 anni; gioca tuttavia le sue prime partite di campionato solamente nella stagione 1966-1967, nella quale è autore di 2 reti in 5 presenze, alle quali aggiunge poi ulteriori 2 presenze nel corso della stagione 1967-1968, nella quale oltre a partecipare alla vittoria del campionato gioca anche 2 partite in Coppa di Lega.
Prima dell'inizio della stagione 1968-1969 si trasferisce in terza divisione allo Swindon Town, con cui oltre a conquistare una promozione in seconda divisione è tra i protagonisti della vittoria della Coppa di Lega 1968-1969; nei 2 anni seguenti vince anche la Coppa di Lega Italo-Inglese 1969 e la Coppa Anglo-Italiana 1970, giocando in seconda divisione con i Robins, con cui arriva ad un bilancio totale di 68 presenze e 18 reti in incontri di campionato; nella stagione 1971-1972 trascorre inoltre un periodo in prestito all'Oldham Athletic, club con cui realizza una rete in 3 presenze in terza divisione. Successivamente gioca in questa stessa categoria anche nella stagione 1972-1973 e nella prima metà della stagione 1973-1974, nelle quali totalizza complessivamente 59 presenze e 14 reti con la maglia del Walsall; passa poi allo York City, altro club di terza divisione, con cui nell'arco di tre stagioni e mezzo di permanenza realizza in tutto 95 presenze e 33 reti in incontri di campionato, divise tra terza e seconda divisione (conquista infatti una promozione al termine della stagione 1973-1974 seguita da un'immediata retrocessione al termine del campionato successivo).
Negli anni seguenti gioca con vari club ma sempre in quarta divisione: nella stagione 1976-1977 realizza 2 reti in 14 presenze con la maglia dell'Huddersfield Town, nella stagione 1977-1978 per poi passare al Doncaster, con cui a cavallo tra la stagione 1976-1977 e la stagione 1977-1978 va in rete per 4 volte in 20 presenze, concludendo poi la stagione 1977-1978 in prestito al Darlington (16 presenze e 3 reti). Nella stagione 1978-1979 e nella prima parte della stagione 1979-1980 veste invece la maglia del Rochdale, con cui è autore di 56 presenze e 19 reti in incontri di campionato, per poi andare a chiudere la carriera con i semiprofessionisti del Bridlington Trinity.
In carriera ha totalizzato complessivamente 338 presenze e 96 reti nei campionati della Football League.

## Palmarès

### Club

#### Competizioni nazionali
- Campionato inglese: 1

Manchester City: 1967-1968
- Coppa di Lega inglese: 1

Swindon Town: 1968-1969

#### Competizioni internazionali
- Coppa di Lega Italo-Inglese: 1

Swindon Town: 1969
- Coppa Anglo-Italiana: 1

Swindon Town: 1970